# チンタナ・ヴィダナゲ
チンタナ・ヴィダナゲ（Chinthana Vidanage、1981年12月31日-）はスリランカの男子重量挙げ選手。北中部州ポロンナルワ出身。
2006年にメルボルンで開催されたコモンウェルスゲームズに出場、男子重量挙げ62キロ級で金メダルを獲得した。コモンウェルスゲームズのウェイトリフティング競技でスリランカがメダルを獲得したのは初めてで、この大会の唯一のスリランカのメダルでもあった。これにより、2008年の北京オリンピックの出場権を手に入れ、同階級で16位となった。